# Incident Tainei-ji
L’incident Tainei-ji est un coup d’état commis en septembre 1551 par Sue Harukata contre Ōuchi Yoshitaka, daimyo du puissant Clan Ōuchi. L'incident se conclut avec le hara-kiri de Yoshitaka au temple de Tainei-ji dans la province de Nagato. Sue prends alors le contrôle du Clan à travers Ōuchi Yoshinaga (aucune relation familiale au défunt), qu'il installe comme homme de paille. Politiquement et matériellement affaibli, le Clan Ōuchi survit six ans de plus avant sa destruction éventuel par le Clan Mōri.

## Contexte
Le Clan Ōuchi est un des clans les plus puissants et influents du Japon pendant l’époque de Muromachi, contrôlant à leur apogée six provinces sur la partie ouest de Honshū. Ils jouent un rôle considérable dans le commerce et la diplomatie internationale, en particulier avec la dynastie Ming. Sous le règne de Ōuchi Yoshitaka la capitale, Yamaguchi, devient un centre d’art et de commerce, attirant des artistes célèbres, des marchands chinois, et des missionnaires jésuites. Cependant, cette floraison n'est pas sans détracteurs. La politique de Yoshitaka avait tourné vers les arts aux dépens des affaires militaires après sa défaite aux mains du Clan Amago au siège du château de Toda en 1542, ce que l'élite militaire du Clan prend comme un signe de faiblesse.
Yoshitaka exacerbe l'animosité de cette élite avec une nouvelle politique envers la cour impériale. Il développe des relations avec l’empereur Go-Nara, parrainant des rites impériaux que la cour n’aurait sinon pas eu les moyens de financer. Le mars 27, 1551, l’empereur nomme Yoshitaka comme gouverneur intérimaire de la Province de Yamashiro (où se trouvait la capitale imperiale, Kyoto). Ce faisant, il espère obtenir l’aide du Clan Ōuchi contre les forces de Miyoshi Nagayoshi, qui occupaient actuellement Kyoto. Yoshitaka obtempère et formule un plan pour transférer l’empereur et sa cour à Yamaguchi. Vers la fin du huitième mois de 1551, le transfert est presque fini, laissant seulement l’empereur et les dames de la cour à Kyoto.
L’élite militaire du Clan s’opposent au plan de transfert, craignant que la présence de la cour impériale diminuerait leurs privilèges et leur pouvoirs en même temps qu’elle épuiserait la trésorerie du Clan. Leur chef, le shugodai Sue Harukata, développe aussi une animosité personnelle contre le courtisan Sagara Taketō, l'ascension duquel il trouve intolérable. Le shugodai Sugi Shigenori avertit Yoshitaka que les complots de Sue contre Sagara allaient finir par menacer le daimyo lui-même, mais, absolument confiant du soutien de son puissant vassal Mōri Motonari, Yoshitaka l'ignore. Cette confiance se trouve peu judicieuse car Mōri avait déjà donné à Sue son assentiment tacite pour lancer un coup d’état. Par conséquent, Sugi perd foi en la compétence du daimyo et s’aligne avec Sue,.
À la veille du coup d’état, Sue peut compter sur le soutien de Sugi, Naito Okimori (un autre shugodai), et le daimyo Ōtomo Sōrin, un rival du Clan Ōuchi en Kyūshū. Sue jouit aussi du soutien financier des marchands de Sakai, hostiles à Yoshitaka en raison des liens qu’il avait tissés avec les pirates de Murakami, qui leur coûtaient cher en péages sur la mer intérieure de Seto.

## Coup d'État
Le 28 septembre, les forces rebelles se rassemblent et marchent sur Yamaguchi. La trahison de Sue et Naito prend Yoshitaka complètement par surprise, et quand les forces rebelles atteignent Yamaguchi ils n'y trouvent qu'une faible défense, leur permettant de mettre Yoshitaka en fuite et la ville à feu. Yoshitaka et ses lieutenants rassemblent près de 2.000 hommes au temple de Hōsen-ji en Ube qui, étant situé sur une montagne, leur donnent l'avantage d'une place forte. Cependant, cet avantage s’évapore en même temps que leur armée, qui fait désertion ou défection la nuit avant l’arrivé des rebelles. Hōsen-ji est alors encerclé par 5.000 hommes. L’ancien régent impériale Nijō Tadafusa négocie de la part de Yoshitaka, offrant la retrait de ce dernier en faveur de son héritier. Les rebelles refusèrent l’offre, et Yoshitaka et son entourage prennent la fuite vers la côte nord de la province de Nagato, ou ils espèrent embarquer pour la province d’Iwami. Des vents défavorables les forcent à abandonner ce plan et à prendre refuge au temple de Tainei-ji en Nagato. À ce point, seulement 20 hommes restent fidèles à Yoshitaka. Ne voyant aucune sortie de leur périple, Yoshitaka compose son poème d’adieu et commet le hara-kiri le 30 septembre. Le reste de son entourage, dont ses jeunes fils et des courtiers impériaux, périssent de la même manière ou au mains des rebelles,.

## Conséquences
La ville de Yamaguchi fut brulé pendant le coup d'état, et la mise à sac dure pour plusieurs jours après. La violence est décrit comme “tellement destructive et meurtrière que la ville était en feu et débordait de sang pour l’espace de huit jours; car avec les lois en sursis, la cruauté victorieuse a ragé partout, avec l'impunité, le meurtre et le pillage en toutes directions,” par le jésuite Juan Fernández, qui s'en sort indemne grâce à la protection de la femme de Naitō Okimori. Beaucoup fut perdu avec le pillage du manoir Ōuchi, y compris les archives du clan, d’innombrables objets d’art, et les documents sur les rites de la cour impériale qui avaient étés transférés de Kyoto; même les grues qui habitaient le jardin furent abattus. En dépit des efforts à reconstruire, la ville fut brûlée à nouveau en 1557 et en 1569 au cours de la guerre entre les clans Mōri et Ōuchi. Un observateur remarqua que trente ans après le coup d'état “il ne reste aucun signe de sa prospérité d'avant”.
En reconnaissance pour l’aide du Clan Ōtomo, Sue installe un membre du clan, Ōtomo Haruhide (qui adopte alors le nom Ōuchi Yoshinaga), comme daimyo du Clan Ōuchi. Cependant, Sue maintient le nouveau daimyo comme simple homme de paille et reste le vrai pouvoir derrière le trône. Cette arrangement l'aliène des autres conspirateurs, qui l’avaient aidé sous la condition que le fils de Yoshinaga deviennent daimyo. Sue blâme Sugi pour la mort de l’héritier et le fait exécuter. Sensible à la possibilité d’une autre purge, Naito Okimori prend sa retrait et meurt en 1554.
En 1554 Mōri Motonari déclare que l’empereur lui avait ordonné de venger le mort de Yoshitaka et lance une attaque sur le Clan Ōuchi. Il bat Sue de manière décisive en 1555 à la bataille de Miyajima, ou Sue fut contraint de fuir et, finalement, de se suicider. En 1557, Ōuchi Yoshinaga subit le même sort. Après cela, le Clan Mōri prend possession de toutes les terres du Clan Ōuchi dans l'ouest de Honshū.
La chute du Clan Ōuchi a de sérieuses conséquences au-delà de l'ouest de Honshū. Le massacre des courtiers impériaux à Yamaguchi met la cour impériale à la merci totale de Miyoshi Nagayoshi. Dorénavant, sur le plan national, la classe militaire n'exerce plus son contrôle politique à travers la cour, mais l'utilise simplement pour établir leur légitimité. Les territoires Ōuchi dans le nord de Kyūshū, auparavant en paix, deviennent un champ de bataille entre les clans Ōtomo, Shimazu, et Ryūzōji, qui se les disputent. Les Ōtomo finissent par contrôler la majorité de ces terres, et leur ville de Funai (aujourd'hui Ōita) devient un nouveau centre de commerce après la mise à sac de Yamaguchi. Le commerce maritime avec la Chine souffre de la chute du Clan Ōuchi, qui avait géré officiellement le commerce avec la dynastie Ming. Ces derniers refusent de reconnaître les usurpateurs et arrêtent le commerce officiel avec le Japon. Les clans Ōtomo, Sagara, et Shimazu se rivalisent pour rétablir accès au marché chinois, et la piraterie et le commerce illicite remplace le commerce légal. En fin de compte, ce sont les marchands portugais, avec leur accès presque exclusive au marché chinois, qui deviennent les intermédiaires commerciaux les plus importants entre les deux pays pour le reste du XVIe siècle.